# Asymblepharus himalayanus
Asymblepharus himalayanus (Günther, 1864) è un rettile della famiglia Scincidae, diffuso in Pakistan, India, Nepal e Turkmenistan.

## Distribuzione e habitat
A. himalayanus abita l'ecozona indomalese e paleartica.
Il suo habitat include le steppe alpine del Karakorum-altopiano del Tibet occidentale, le foreste di latifoglie dell'Himalaya occidentale e la pineta subtropicale dell'Himalaya.
Questi territori si estendono in Pakistan, India, Nepal e Turkmenistan.

## Tassonomia
Questa specie è riconosciuta anche con i seguenti sinonimi:
- Eumeces himalayanus Günther, 1864
- Euprepes blythi Steindachner, 1869
- Mocoa himalayanus Stoliczka, 1872
- Mocoa himalayana Blanford, 1875
- Lygosoma himalayana Boulenger, 1887
- Leiolopisma himalayanum Schmidt, 1926
- Leiolopisma himalayanum Smith, 1935
- Scincella himalayanum Minton, 1966
- Scincella himalayana Greer, 1974
- Scincella ladacensis himalayana Nanhoe & Ouboter, 1987
- Asymblepharus himalayanus Eremchenko et al., 1998
- Scincella himalayana Khan, 2002 (pers. comm.)
- Scincella himalayana Shea & Greer, 2002
- Asymblepharus (Asymblepharus) himalayanus Eremchenko, 2003
- Asymblepharus himalayanus Sindaco & Jeremcenko, 2008
- Scincella himalayanus Murthy, 2010

## Conservazione
Questa specie non è stata valutata dalla IUCN.